# Pastorale du tourisme
La Pastorale du tourisme est l'action de l'Église à destination des vacanciers, de passage dans les paroisses.

## Fondement
Puisque le développement du tourisme est récent, les activités pastorales qui lui sont consacrées le sont aussi. En 1964, le pape Paul VI appelle à le prendre en compte : « l’Église ne peut ni ne doit se désintéresser d’un phénomène aussi vaste et complexe » .
Le premier texte magistériel est le directoire général pour la Pastorale du tourisme (Peregrinans in terra) publié en avril 1969 par la congrégation pour le clergé. Plus proche de nous, le Conseil pontifical pour la pastorale des migrants et des personnes en déplacement a édité en 2001, les orientations pour la Pastorale du tourisme. Ces deux textes sont les principales références actuelles.
Ce corpus se complète de certains textes, notamment celui du pape Jean-Paul II au congrès mondial sur la Pastorale du tourisme le 10 novembre 1979, ou le message de Benoit XVI à l’occasion du VIIe congrès mondial de la Pastorale du tourisme à Cancún, en 2012. L’ensemble de ces textes est postérieur au concile Vatican II. La Pastorale du tourisme se situe donc clairement dans la perspective l’aggiornamento de l’Église dans un contexte de déchristianisation particulièrement en Europe occidentale. Dans le même mouvement, est ainsi née la nécessité d’une nouvelle évangélisation. Si celle-ci fait appel à de nombreuses modalités, une attention particulière est portée sur la première annonce.

## La Pastorale du tourisme et des loisirs en France
La Pastorale du tourisme' est un service créé par la Conférence des évêques de France, afin d'accompagner le tourisme à la découverte du patrimoine religieux en France, première destination touristique avec plus de touristes que d'habitants. Elle tente de répondre tant à la recherche spirituelle qu'à la curiosité des touristes. Chaque diocèse est donc invité à développer un service en lien avec les paroisses en formant et fédérant des initiatives locales.
Trois exemples de ce service d'église :
- En province, dans l'archidiocèse de Montpellier, animée par des laïcs, elle organise des passejades, balades et des conférences thématiques en lien avec les paroisses[5] ;
- À Paris, cette mission d'église a créé un site qui met notamment à disposition le calendrier des messes hebdomadaires par arrondissement, église et paroisse[6]. Il est possible d'avoir les textes des messes pour les 27 communautés étrangères parisiennes[7] ;
- En Bretagne, la SPREV assure l'accueil des visiteurs dans les églises.